# Garış-Əyribənd
Garış-Əyribənd è un comune dell'Azerbaigian situato nel distretto di Kürdəmir. 